# Scaphytopius subniger
Scaphytopius subniger är en insektsart som beskrevs av Delong 1943. Scaphytopius subniger ingår i släktet Scaphytopius och familjen dvärgstritar. Inga underarter finns listade i Catalogue of Life.